# Markovics Ágota
Markovics Ágota (Kőszeg, 1960. december – 2021. december 11.) magyar festő. A magyar akvarellfestészet képviselője, 1995 óta foglalkozik festészettel és kiállítások rendezésével. Egyedi technikával, naturalista színvilággal alkotja műveit, melyek általában méretükben is messze meghaladják az akvarellfestmények megszokott nagyságát. Festményei frissek, szinte lélegeznek. Az akvarell mellett időnként üvegfestéssel és grafikával is foglalkozik, sőt a könyvszerkesztésbe is belekóstolt. Példaképeket az impresszionizmus és a szecesszió képviselői között talált magának.

## Művészete
Témaválasztása igen változatos. Fest kis és nagyméretű tájképeket, ember és állatportrékat, növényeket. Kiállításaival 10 évig folyamatosan járta az országot, közel 70, zömében egyéni kiállításon vett részt. Természetképeivel eljutott a budapesti Természettudományi Múzeumba, valamint meghívást kapott a debreceni Déri Múzeumtól is. Pár évvel később megjelent a Mezőgazdasági Múzeumban is egy teljesen új anyaggal.
A kilencvenes évek végén montázsokat is kezdett készíteni, melyek témája általában a régi idők egy-egy stílusának feldolgozása. Ezeken a képeken papírmozaikot, többféle papírt és egy egyedi ötlettel és megoldással üvegfestményeket kombinált, melyek hátulról kivilágíthatók.
Festményeihez időnként verseket ír, ezzel színesítve kiállításainak repertoárját.
2009-2010-ben egy 7,5 méteres, 12 külön egységből összeállítható akvarellt készített szülővárosa főteréről Körkép címmel. Ezt a munkáját a városnak ajándékozta. Ugyanebben az évben elkészítette a Jurisics teret ábrázoló képsort is, hasonló megoldással.
2010-ben egy nagyszabású sorozat megfestésébe kezdett. Ez a sorozat egyedülálló a maga nemében – ilyen nagy témakört még senki nem dolgozott fel eddig. A sorozat témája a Föld országainak szimbolikus megjelenítése egy-egy festményen. Egy adott ország jellegzetes viseletébe öltözött leánya a festmények központi motívuma. Az alak körül megjelenő összes képi elem, a növény és állatvilág egy-egy képviselője, és pár jellegzetes mintasor is szintén az országra jellemző. A képek számos szimbolikával rendelkeznek. 2015-ben az addig elkészült 63 festményből egy művészeti album került kiadásra, Halhatatlan halandó címmel. A szövegek megírása és a könyv szerkesztése szintén a művésznő munkája. A sorozatot a könyv megjelenése után is folytatta.
A könyv megjelenése után, 2016-ban belefogott a Kárpát-medence női viseleteinek feldolgozásába is, eddig (2020) 12 festmény készült el.

## Jelentősebb egyéni kiállításai
- 1995. Kőszeg, Könyvtár
- 1996. Szombathely, Oladi Művelődési Központ
- 1997. Budapest, Magyar Természettudományi Múzeum
- 1998. Debrecen, Déri Múzeum
- 1999. Sopron, Pannónia Galéria
- 1999. Vaihingen an der Enz – Németország
- 1999. Budapest, Magyar Mezőgazdasági Múzeum
- 1999. Nagykanizsa, Kanizsa Trend Stúdió Galéria
- 2000. Kiskőrös, Petőfi emlékmúzeum
- 2001. Tokaj, Tokaji Ferenc gimnázium
- 2003. Székesfehérvár, Öreghegyi Művelődési Ház
- 2009. Ács, Sméja Galéria

## Könyvei
- Halhatatlan halandó – Nemzetek örök kincse a nő. Szülőföld Könyvkiadó, 2015
- Havas Márta–Markovics Ágota–Markovics Tibor: Őrségi hangulatok – Egy nemzeti park képekben. Szülőföld Könyvkiadó, 2015 (a fotók mellett Markovics Ágota verseivel)